# Субей-Монгольський автономний повіт
39°50′00″ пн. ш. 97°34′00″ сх. д. / 39.833333333333° пн. ш. 97.566666666667° сх. д.
Субей-Монгольський автономний повіт (кит. 肃北蒙古族自治县, пін. Sùbĕi Mĕnggŭzú Zìzhìxiàn) — один із повітів КНР у складі префектури Цзюцюань, провінція Ганьсу. Адміністративний центр — містечко Данченвань.

## Географія
Субей-Монгольський автономний повіт складається із двох частин: північної, що лежить в Гашунській Гобі та південної — в горах Дакен-Дабан.

### Клімат
Повіт знаходиться у зоні, котра характеризується пустельним кліматом. Найтепліший місяць — липень із середньою температурою 19,8 °C. Найхолодніший місяць — січень, із середньою температурою -6,7 °С.
| Клімат повіту Субей-Монгол | Клімат повіту Субей-Монгол | Клімат повіту Субей-Монгол | Клімат повіту Субей-Монгол | Клімат повіту Субей-Монгол | Клімат повіту Субей-Монгол | Клімат повіту Субей-Монгол | Клімат повіту Субей-Монгол | Клімат повіту Субей-Монгол | Клімат повіту Субей-Монгол | Клімат повіту Субей-Монгол | Клімат повіту Субей-Монгол | Клімат повіту Субей-Монгол | Клімат повіту Субей-Монгол |
| Показник                   | Січ.                       | Лют.                       | Бер.                       | Квіт.                      | Трав.                      | Черв.                      | Лип.                       | Серп.                      | Вер.                       | Жовт.                      | Лист.                      | Груд.                      | Рік                        |
| Середній максимум, °C      | −0,1                       | 2,4                        | 7,9                        | 14,7                       | 20,3                       | 24,2                       | 25,9                       | 25,3                       | 20,6                       | 13,6                       | 6,8                        | 1,6                        | 13,6                       |
| Середня температура, °C    | −6,7                       | −3,9                       | 1,7                        | 8,3                        | 13,9                       | 18                         | 19,8                       | 18,9                       | 14,3                       | 7,1                        | 0,4                        | −4,9                       | 7,2                        |
| Середній мінімум, °C       | −11,7                      | −8,9                       | −3,3                       | 2,8                        | 8,1                        | 12,4                       | 14,3                       | 13,5                       | 9,3                        | 2,5                        | −4                         | −9,8                       | 2,1                        |
| Норма опадів, мм           | 3.1                        | 3                          | 7.9                        | 8.5                        | 18.1                       | 29.6                       | 36.2                       | 24.2                       | 10.4                       | 3.4                        | 3.8                        | 4.1                        | 152.3                      |
| Вологість повітря, %       | 38                         | 33                         | 32                         | 27                         | 29                         | 34                         | 41                         | 37                         | 34                         | 33                         | 34                         | 37                         | 34.1                       |
| -------------------------- | -------------------------- | -------------------------- | -------------------------- | -------------------------- | -------------------------- | -------------------------- | -------------------------- | -------------------------- | -------------------------- | -------------------------- | -------------------------- | -------------------------- | -------------------------- |
| Джерело: data.cma.cn       |                            |                            |                            |                            |                            |                            |                            |                            |                            |                            |                            |                            |                            |